# Mitsubishi MU-2
Dimensions
Le Mitsubishi MU-2 est un avion de transport léger bimoteur, à ailes hautes, muni d’un train d’atterrissage tricycle escamotable et d'une cabine pressurisée pouvant accueillir, selon les versions, jusqu’à 12 passagers à la fois civil et militaire. En production de 1963 jusqu'en 1986, il est encore en service à ce jour avec 704 exemplaires construits.

## Histoire
Le MU-2 est le premier avion à avoir été développé par Mitsubishi après la Seconde Guerre mondiale, l’étude du MU-2 (Mitsubishi Utilitary n°2) commence en 1956. Le but recherché étant de produire un avion de transport léger bimoteur pouvant intéresser les clients civils et militaires.
Le prototype effectue son premier vol le 14 septembre 1963 propulsé par des turbopropulseurs Turbomeca Astazou. Ces derniers propulsent également, par la suite, les trois MU-2A de présérie. Les MU-2 de série seront finalement équipés de turbopropulseurs Garrett TPE331.
La même année, Mitsubishi accorde les droits d’assemblage et de vente à l’entreprise Mooney Aircraft. Cette entreprise construit une usine à San Angelo, au Texas, où elle monte les pièces construites au Japon, y installe l’intérieur des cabines et les turbopropulseurs. La peinture et les essais en vol y sont également effectués avant la livraison aux clients.
En 1969, Mooney Aircraft est en difficulté financière et Mitsubishi la rachète pour continuer la production.

## Variantes
Il existe 2 versions principales divisées en plusieurs variantes.

### Fuselage court
XMU-2: prototype motorisé par des turbopropulseurs Astazou, 1 exemplaire.
MU-2A: version de développement avec des turbopropulseurs Astazou, 3 exemplaires.
MU-2B: version de base avec les Garrett TPE331, 34 exemplaires.
MU-2C: version non pressurisée pour la force d'autodéfense terrestre japonaise, 4 exemplaires.
MU-2D: version améliorée du MU-2C avec une altitude de croisière augmentée et des réservoirs différents, 18 exemplaires.
MU-2DP: version améliorée du MU-2D avec des réservoirs plus grands et des moteurs mis à jour, 3 exemplaires.
MU-2E: version non pressurisée pour les forces d'autodéfense japonaises.
MU-2F: version améliorée du MU-2DP, 95 exemplaires.
MU-2K: version courte du MU-2J, 83 exemplaires.
MU-2M: version améliorée du MU-2K avec une meilleure pressurisation et un poids accru, 27 exemplaires.
MU-2P: version avec hélices à 4 pales du MU-2N, 31 exemplaires.
Solitaire: version avec des moteurs améliorés et des réservoirs plus grands, 57 exemplaires.

### Fuselage long
MU-2G: 1.91 mètre plus long, cabine plus grande, 46 exemplaires.
MU-2J: meilleurs moteurs, cabine plus longue, 108 exemplaires.
MU-2L
MU-2N: hélices à 4 pales, vitre supplémentaire en cabine, 36 exemplaires.
Marquise: meilleurs moteurs, 139 exemplaires.
Cavenaugh Cargoliner: version fret conçue par Cavenaugh Aviation, 11 exemplaires convertis. 

### Versions militaires
LR-1: désignation pour les MU-2C et MU-2K, 20 exemplaires.
MU-2S: désignation pour le MU-2E, 29 exemplaires.

## Utilisateurs civils

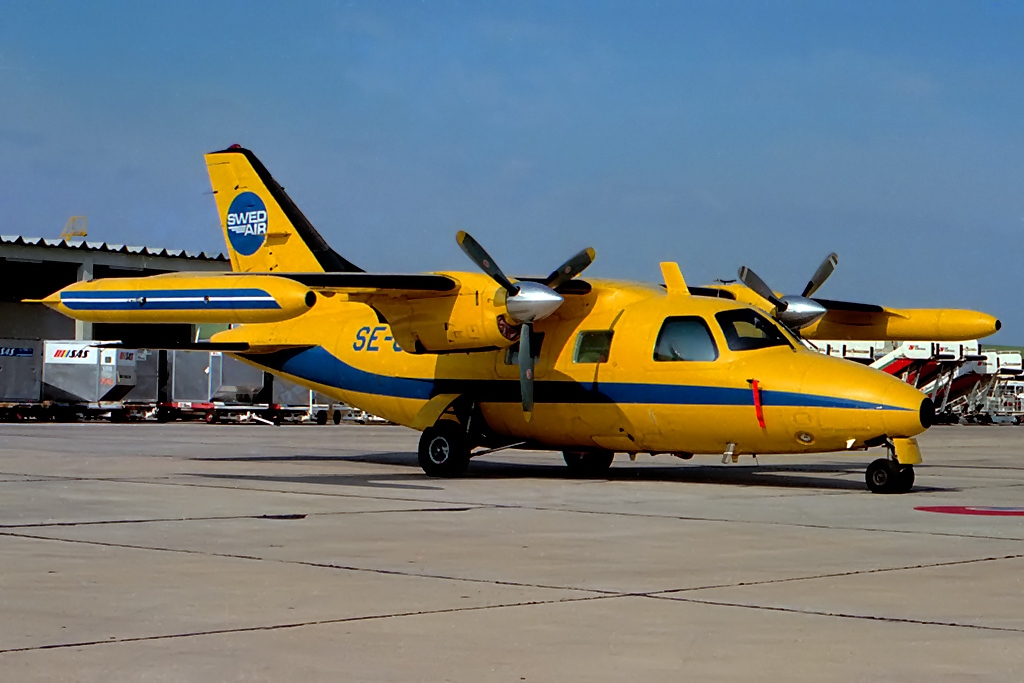
MU-2K de Swedair.

De nombreux particuliers et entreprises utilisent le MU-2. On peut cependant citer quelques compagnie aérienne utilisant le MU-2 comme Kalitta Air, Swedair ou Thunder Airlines.

## Utilisateurs militaires

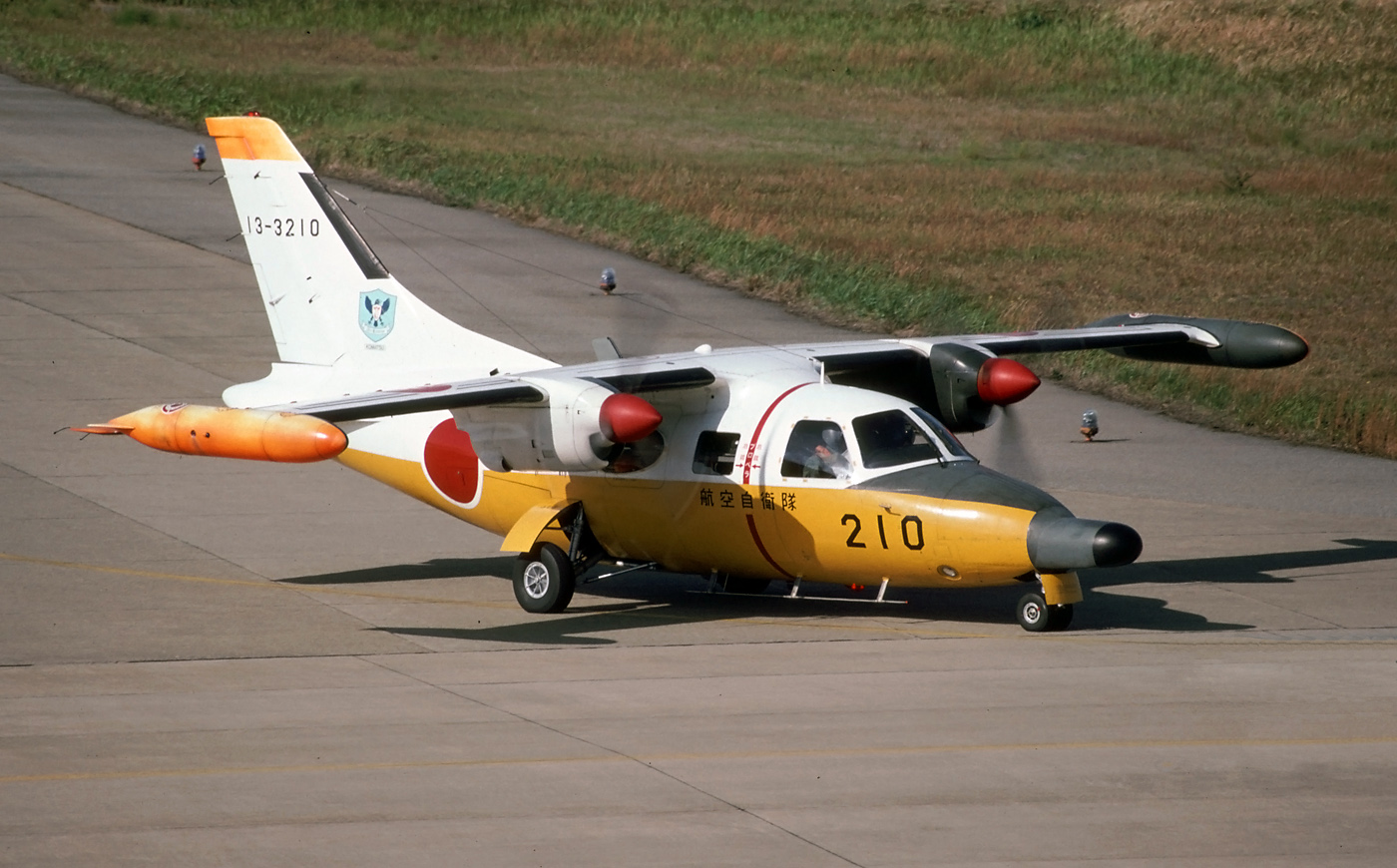
Un MU-2S de recherche et de secours japonais.

Le principal utilisateur militaire du MU-2 est le Japon au sein de ses forces d'autodéfense que ce soit pour les forces terrestres ou aériennes. Pour les terrestres, il fut utilisé jusqu'en 2016 comme avion de liaison ou de reconnaissance. Pour ce qui est des forces aériennes, ils sont utilisés comme avion de recherche et de secours et ont été remplacés en 2008 par des BAe 125.
L'armée de l'air néo-zélandaise utilise cet avion depuis 2009 pour l'entraînement.
Enfin, l'United States Air Force utilise certains de ces avions comme cibles mouvante représentant alors des McDonnell-Douglas F-15 ou des MiG-29 au sein de la Tyndall Air Force Base, et ce depuis 1987.

## Accidents
En date du mars 2016,  27,7% des 704 Mitsubishi MU-2 ont subi un accident depuis la mise en service du modèle en 1963 soit 195 avions impliqués, le second plus haut taux d'accidents parmi les aéronefs de cette catégorie derrière le Fairchild Metroliner Merlin (30,2% accidentés). «Plus du quart des MU-2 construits se sont écrasés, ce qui en fait un exemple de dangerosité. La conséquence ultime d'un excès de givrage est le décrochage des ailes, qui peut entraîner l'avion quasi verticalement, parfois jusqu'à impact au sol», a précisé M. Laroche au Devoir.

Ici ne seront listés que les accidents mortels, par ordre chronologique
.
- Pleasant Hope, Missouri, 21 décembre 1968: Un MU-2D (N3550X) affrété par Metropolitan Mooney Inc partant de l'aéroport régional de Joplin et à destination de l'aéroport international de Tallahassee s'est écrasé au sud de Pleasant Hope, tuant ses 5 occupants. Le NTSB conclura à un défaut de fonctionnement de l'horizon artificiel.

- Atlantic City, New Jersey, 16 avril 1972: Un MU-2G (N132MA) de la Soble Air Leasing Corporation à destination de Philadelphie s'est écrasé pendant la phase de décollage à l'aéroport international d'Atlantic City. Le NTSB conclura que des oies ont percuté l'avion, qui n'a pas pu les éviter à cause du brouillard.

- Alcolu, Caroline du Sud, 20 novembre 1972: Le pilote du MU-2F (N757Q) de Safelite Industries perd le contrôle de l'avion pour des raisons inconnues et s'écrase. Seul à bord, il est tué sur le coup. Il allait de l'aéroport régional de Rocky Mount en Caroline du Nord à destination de l'aéroport municipal de Columbia en Caroline du Sud.

- Vado de Cedillos, Chihuahua, 13 juin 1973: Un MU-2F (N882Q) de Wooley Tool & Manufacturing Company partant de Midland (Texas) et à destination de Long Beach (Californie) s'écrasa à cause de turbulences violentes. Les enquêteurs n'ont cependant pas su déterminé pourquoi il se trouvait au Mexique. 2 morts.

- Coleman, Texas, 3 décembre 1973: Un MU-2D (N307MA) d'Interflight Ltd partant de l'aéroport international de Fort Worth et à destination de l'aéroport régional de San Angelo s'écrase lors d'un atterrissage d'urgence sur l'aéroport municipal de Coleman à la suite d'une panne de carburant. au cours de sa descente, l'avion a percuté divers obstacles en début de piste. Le pilote est tué et son copilote est sérieusement blessé.

- Île du Havre aux Maisons, Québec, 29 mars 2016  : L'accident d'un Mu-2 dans les îles de la Madeleine tue les sept personnes à bord dont l'homme politique Jean Lapierre.

- Copake (New York), 12 mars 2025 : un MU-2B (N635TA), construit en 1981, s'écrase dans un champ à Copake (New York) alors qu'il allait atterrir sur le Columbia County Airport (en). Les six personnes à bord de l'avion sont mortes[4].